# 鵜川駅
鵜川駅（うかわえき）は、石川県鳳珠郡能登町鵜川にあったのと鉄道能登線の駅である。2005年、能登線の廃止により廃駅となった。かつての急行停車駅。

## 概要
ブロック造りのしっかりとした駅舎があった。職員用の官舎があり常時駅員がいたが、券売機を設置して以降は、平日のみ駅員が配置されていた。
駅の向かって左に池があるが、これは国鉄時代の駅員が仕事の合間に手作りした池である。

## 歴史
- 1959年（昭和34年）6月15日：日本国有鉄道（国鉄）能登線の駅として開業[1]。当初は終着駅。
- 1960年（昭和35年）4月17日：当駅から宇出津まで延伸開業。
- 1984年（昭和59年）2月1日：荷物扱い廃止[1]。
- 1987年（昭和62年）4月1日：国鉄分割民営化により西日本旅客鉄道に承継される[1]。
- 1988年（昭和63年）3月25日：のと鉄道への転換により同社能登線の駅となる[1]。
- 2005年（平成17年）4月1日：能登線廃止に伴い廃駅。

## 駅構造

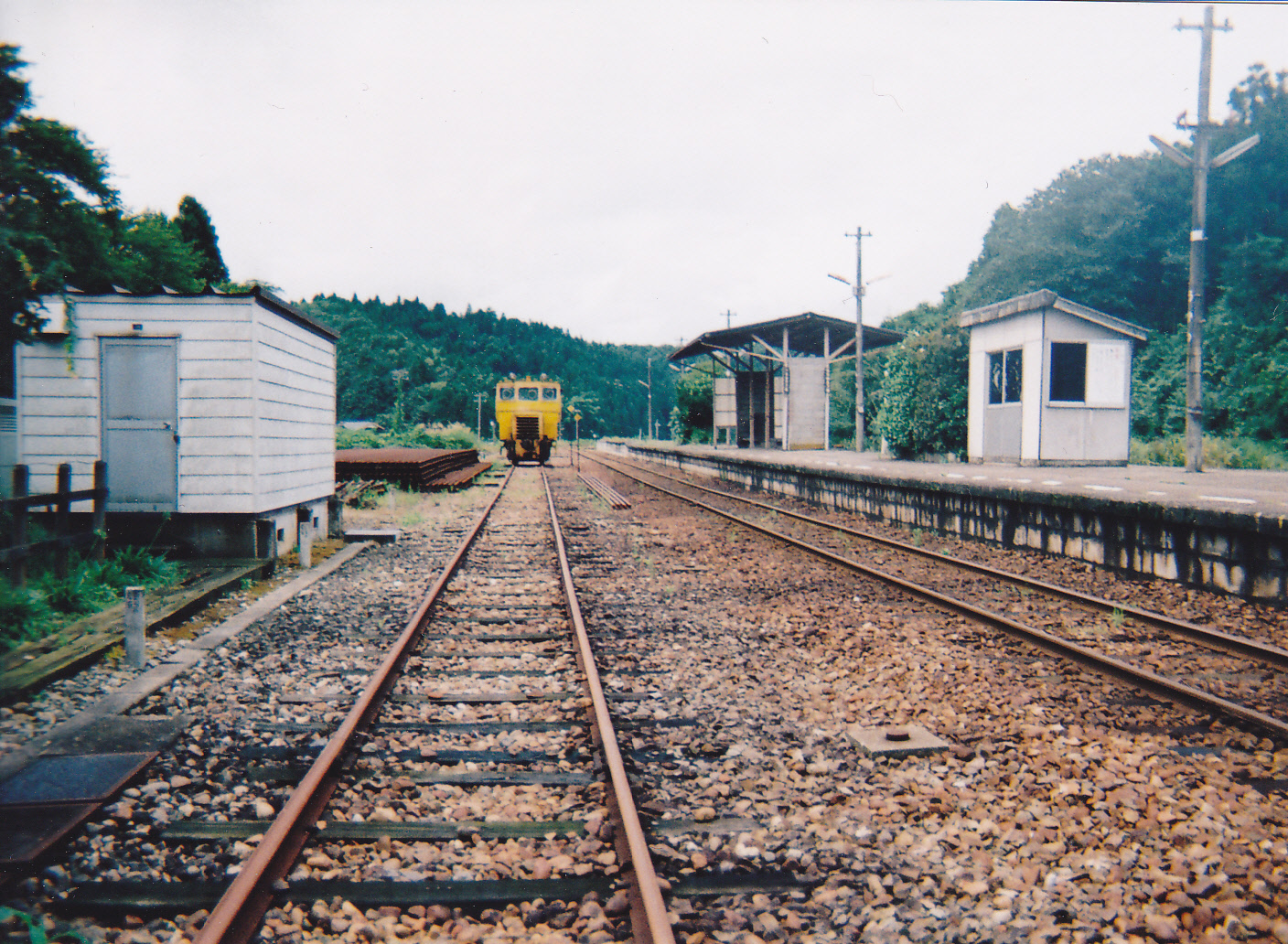
廃止前の駅構内

島式ホーム1面2線と側線数本を有する地上駅。委託された駅員が配置されていた。

## 駅周辺
- 能登町立鵜川中学校（2014年、能都中学校へ統合）
- 能登町立鵜川小学校
- 能登町役場鵜川支所（鵜川公民館内）
- 能登町立鵜川公民館
- 鵜川郵便局
- 国道249号

## 隣の駅
のと鉄道
能登線
古君駅 - 鵜川駅 - 七見駅